# كارلوس فرنك
كارلوس فرنك (بالإنجليزية: Carlos Frenk)‏ (و. 1951 – م) هو فيزيائي، وعالم فيزياء فلكية، وعالم فلك، وأستاذ جامعي من المملكة المتحدة . ولد في المكسيك .
وهو عضواً في الجمعية الملكية .

## التعليم
تعلم في جامعة كامبريدج، والجامعة الوطنية المستقلة في المكسيك

## جوائز
حصل على جوائز منها:
- Gold Medal of the Royal Astronomical Society (2014)
- Gruber Prize in Cosmology
- زميل في الجمعية الملكية.